# U–525
Az U–525 tengeralattjárót a német haditengerészet rendelte a hamburgi Deutsche Werft AG-től 1940. augusztus 15-én. A hajót 1942. július 30-án vették hadrendbe. Három harci küldetése volt, egy hajót süllyesztett el.

## Pályafutása
Az U–525 1942. december 15-én futott ki Kielből első őrjáratára, parancsnoka Hans-Joachim Drewitz volt. A tengeralattjáró az Atlanti-óceán északi részén vadászott.
1943. február 20-án, kevéssel reggel öt óra után, Új-Fundlandtól 750 kilométerre északnyugatra rábukkant a magányosan haladó brit gőzhajóra, a Radhurstre, amely az ON–165-ös konvojról szakadt le. Az U–525 két torpedót lőtt ki rá, amelyek közül az egyik eltalálta a hajót, amely üresen haladt New York felé. A torpedó a hajó közepbe csapódott, és olyan súlyos sérülést okozott, hogy a teherszállító három perc alatt elmerült. A fedélzeten tartózkodó 42 ember meghalt.
A tengeralattjáró utolsó útjára 1943. július 27-én indult. Tizenhat nap múlva, az Azori-szigetektől északnyugatra két harci gép – egy TBF Avenger és egy F4F Wildcat –  támadt rá az amerikai USS Card hordozóról, és mélységi bombákkal, valamint egy torpedóval elpusztította. A teljes legénység, 54 ember odaveszett.

## Kapitány
| Név                  | Kezdőnap         | Zárónap             |
| -------------------- | ---------------- | ------------------- |
| Hans-Joachim Drewitz | 1942. július 30. | 1943. augusztus 11. |

## Őrjáratok
| Indulás | Indulónap          | Érkezés | Zárónap             |
| ------- | ------------------ | ------- | ------------------- |
| Kiel    | 1942. december 15. | Lorient | 1943. március 3.    |
| Lorient | 1943. április 15.  | Lorient | 1943. május 26.     |
| Lorient | 1943. július 27.   | *       | 1943. augusztus 11. |

* A tengeralattjáró nem érte el úti célját, elsüllyesztették

## Elsüllyesztett hajó
| Dátum             | Hajó neve | Nemzetisége        | Brt  | Konvoj  |
| ----------------- | --------- | ------------------ | ---- | ------- |
| 1943. február 20. | Radhurst  | Egyesült Királyság | 3454 | ONS–165 |